# بايك جونغ كوون
بايك جونغ كوون (هانغل: 백종권) مواليد 7 نوفمبر 1971 في غيونغسانغ الجنوبية، كوريا الجنوبية، هو ملاكم محترف كوري جنوبي معتزل. حقق بطولة رابطة الملاكمة العالمية.

## إحصائيات
خاض خلال مسيرته 24 نزالا، فاز في 22 وتعادل في 1 وخسر في 1. فاز بالضربة القاضية في 19 نزالا.

## روابط خارجية
- بايك جونغ كوون على موقع بوكس ريك (الإنجليزية) (registration required)